# Liste der Monuments historiques in Vroil
Die Liste der Monuments historiques in Vroil führt die Monuments historiques in der französischen Gemeinde Vroil auf.

## Liste der Objekte
| Bezeichnung    | Beschreibung                     | Standort                                  | Kennzeichnung | Schutzstatus | Datum | Bild |
| -------------- | -------------------------------- | ----------------------------------------- | ------------- | ------------ | ----- | ---- |
| Skulptur Moses | Stein, Ende des 16. Jahrhunderts | in der Kirche St-Pierre-et-St-Paul (Lage) | PM51001244    | Classé       | 1928  |      |